# Svetlana Guérassimenko
Pour les articles homonymes, voir Guerassimenko.
Svetlana Ivanovna Guérassimenko (en russe : Светлана Ивановна Герасименко ; en ukrainien : Світлана Іванівна Герасименко, Svitlana Ivanivna Hérassymenko), née à Barychivka (république soviétique d'Ukraine, URSS) le 23 février 1945 et morte le 8 avril 2025, est une astronome soviétique puis tadjike.

## Biographie
Alors que Svetlana Guérassimenko est étudiante en troisième cycle en astronomie à l'observatoire d'Alma-Ata dans la RSS kazakhe, elle réalise la nuit du 11 au 12 septembre 1969 une série de clichés pour observer certaines comètes, dont 32P/Comas Solá. Elle remarque la présence d'une entité en mouvement inconnue, ce qui permettra, avec le professeur Klim Tchourioumov la découverte de la comète 67P/Tchourioumov-Guérassimenko le 22 octobre 1969, destination en 2014 de la mission spatiale Rosetta.
L'astéroïde (3945) Gerasimenko a été nommé en son honneur.
Svetlana Guérassimenko meurt le 8 avril 2025 à l'âge de 80 ans.

### Découverte de la comète «Tchouri»
Le 11 septembre 1969, Svetlana Guérassimenko travaille à l'observatoire du plateau de Kamenskoe  à Almaty (ancienne capitale du Kazakhstan) pour photographier, avec un téléscope Maksoutov, la comète 32P/Comas Solá. 
Après être rentré à son institut, Klim Ivanovitch Tchourioumov de l'Observatoire astronomique de l'université nationale Taras-Chevtchenko de Kiev, examine les photographies et découvre un objet cométaire proche du bord de la plaque photographique. Il suppose que c'est Comas Solà. 
Le 22 octobre, presque un mois après la prise de la photo, le professeur Tchourioumov découvre que l'objet ne peut pas être Comas Solà car il se trouve à 2-3 degrés à côté de sa position prévue. 
Un examen plus approfondi produit une faible image de Comas Solà à la position attendue sur la plaque, prouvant ainsi que l’autre objet était une autre comète. En parcourant toutes les plaques collectées, Klim et Svetlana trouvent ce nouvel objet sur quatre autres photographies datées du 9 et du 21 septembre.